# Orthosia ella
Orthosia ella là một loài bướm đêm trong họ Noctuidae.